# Medaile Za hrdinství
Medaile Za hrdinství je nižší státní vyznamenání České republiky.
Je udělováno jako vyznamenání osob za hrdinství v boji a vyznamenání těch osob, které se s nasazením vlastního života zasloužily o záchranu lidského života nebo značných materiálních hodnot.
Má podobu stříbrné medaile s vyobrazením dvouocasého lva a žluté stužky, na které je uprostřed trikolóra. Autorem výtvarného řešení je Vladislav Mašata. Medaile vznikla v roce 1990, totéž vyznamenání se ale udělovalo i před rokem 1989.
| Stužka medaile Za hrdinství | Stužka medaile Za hrdinství | Stužka medaile Za hrdinství |
| ČSFR (1990–1992)            | ČSFR – vojáci (1990–1992)   | ČR (od 1994)                |
| --------------------------- | --------------------------- | --------------------------- |
|                             |                             |                             |